# Kanarischer Admiral

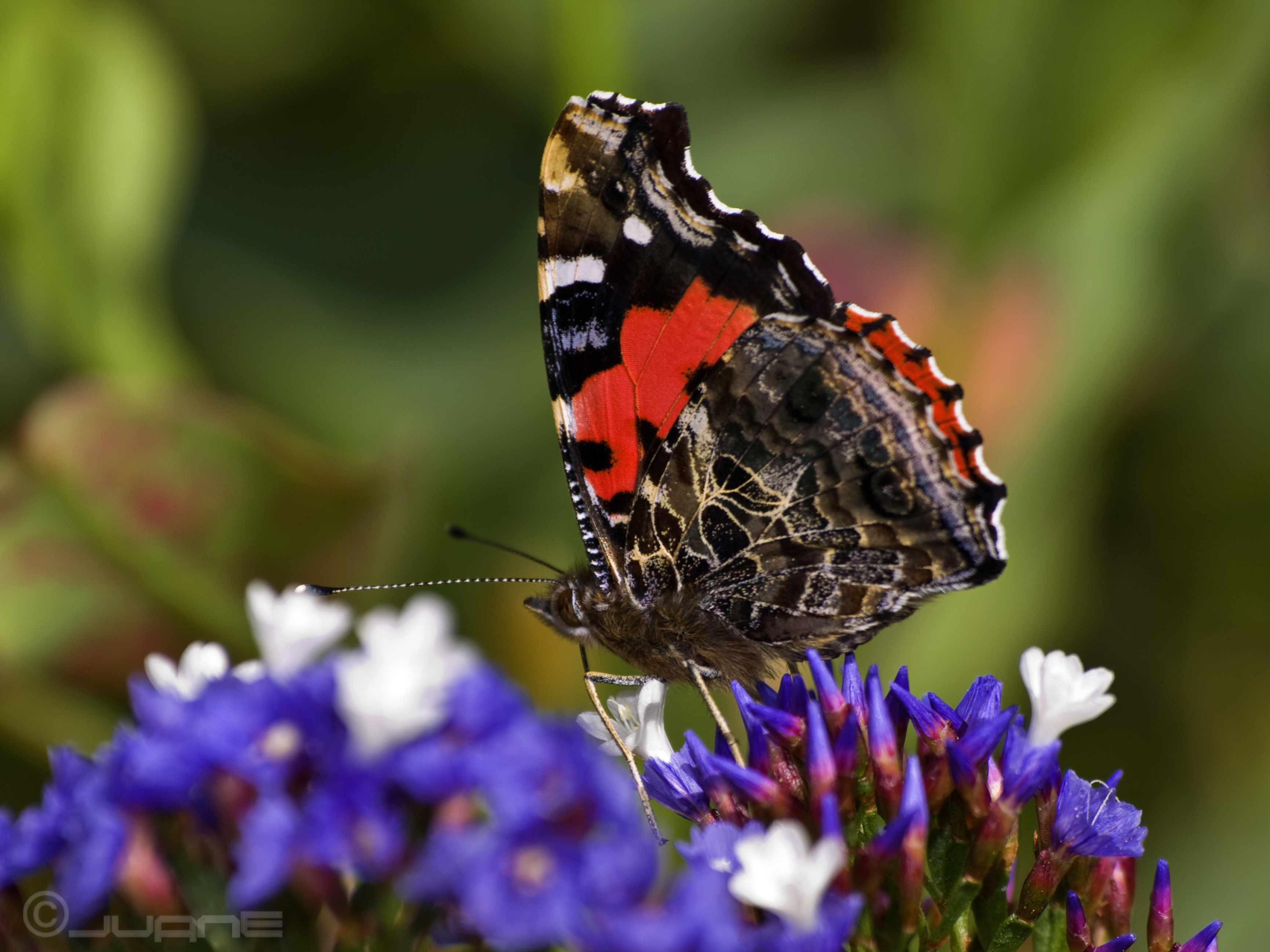
Flügelunterseiten des Kanarischen Admirals

Der Kanarische Admiral (Vanessa vulcania) ist ein Schmetterling (Tagfalter) der Gattung Vanessa, die zur Familie der Edelfalter (Nymphalidae) gehört.

## Merkmale
Die Falter erreichen eine Flügelspannweite von 50 bis 60 Millimetern. Die Vorderflügel sind im Diskalbereich schwarz gefärbt mit vier, sehr unterschiedlich großen, verhältnismäßig kleinen weißen Flecken. Zum Flügelansatz hin folgt eine schiefe, rote Binde mit drei unterschiedlich großen, grob dreieckigen, schwarzen Flecken. Der Flügelansatz ist braun. Die Hinterflügel sind überwiegend braun gefärbt, nur zum Außenrand hin haben sie eine rote Zone mit schwarzen Punkten. Diese ist zum braunen Bereich meist durch eine schwarze Linie begrenzt. Der Flügelrand ist mehrfach gebuchtet. Die nur gering ausgezogenen Spitzen sind schwarz gefärbt. Am distalen Punkt des Innenrandes des Hinterflügels sitzt ein kleiner, länglicher blauer Spiegel.

### Ähnliche Arten
- Indischer Admiral (Vanessa indica)

Die Unterschiede des Kanarischen Admirals zum Indischen Admiral sind gering, daher wird er von einigen Autoren auch nur als Unterart des  Indischen Admirals betrachtet. Der distale weiße Fleck von V. vulcania ist bei V. indica in eine Punktreihe aufgelöst. Die mehr proximal gelegenen weißen Flecken sind beim Indischen Admiral etwas größer. Die rote Binde ist etwas schmaler. Auf den Hinterflügeln sind die schwarzen Flecken in der roten Zone etwas kräftiger.
- Admiral (Vanessa atalanta),

Gut unterscheidbar vom Kanarischen Admiral ist der „gewöhnliche“ Admiral, dessen schwarze Zone der Vorderflügel wesentlich größer ist. Die weißen Flecken darin sind ebenfalls deutlich größer. Dafür ist das rote Band deutlich schmaler und ohne schwarze Flecken.

## Verbreitung
Der Falter kommt nur auf den Kanaren-Inseln El Hierro, La Gomera, La Palma, Teneriffa und Gran Canaria sowie auf Madeira und im äußersten Südwesten der Iberischen Halbinsel vor. Dort ist er ein häufiger Schmetterling. Die Tiere leben von etwa Meereshöhe bis in 1.700 Meter Höhe im etwas vernachlässigten Kulturland und in Gärten, wie auch in der Zone des Laurisilva auf Madeira. 
In Einzelexemplaren wurde die Art auch schon in Thüringen gefunden (Gerisch 1978). Da der Kanarische Admiral nicht als Wanderfalter bekannt ist, erscheint eine aktive Einwanderung der Falter nach Mitteleuropa jedoch wenig wahrscheinlich. Man hat eine Einschleppung mit Gemüse von den Kanarischen Inseln vermutet. Allerdings wurden die ersten Exemplare bereits in den 1930er Jahren gemeldet, als der Import von Gemüse von den Kanaren nach Deutschland sicherlich keine nennenswerte Rolle spielte. Somit bleiben die Nachweise des Kanarischen Admirals in Deutschland ein Rätsel.

## Lebensweise
Die Raupen ernähren sich von Brennnesselgewächsen. In den tieferen Vegetationszonen ist dies die auch im kontinentalen Europa heimische Kleine Brennnessel (Urtica urens), im Laurisilva die auf den Kanaren endemische Maulbeerblättrige Brennnessel (Urtica morifolia).

## Flugzeit
Die Art fliegt das ganze Jahr über in mehreren Generationen.

## Taxonomischer Status
Manche Autoren betrachten den Kanarischen Admiral lediglich als Unterart des Indischen Admirals (als Vanessa indica vulcania). In der Fauna Europaea wird er dagegen als eigenständige Art geführt und dieser Auffassung wird hier gefolgt.